# Кэролайн Чут
Кэролайн Чут (англ. Carolyn Chute; род. 14 июня 1947) — американская писательница.

## Творческий путь
Первый и самый известный свой роман «Египетские бобы» опубликовала в 1985 году. Роман был экранизирован в 1994 году Дженнифер Уоррен. 
Следующие её две книги: «Запчасти от Летурно» (1988) и «Веселые удальцы» (1994) также написаны о городе Египет в штате Мэн.